# Рауль Петретта
Рауль Петретта (італ. Raoul Petretta, нар. 24 березня 1997, Райнфельден) — італійський футболіст, лівий захисник клубу «Касимпаша». 
Грав за молодіжну збірну Італії.

## Клубна кар'єра
Народився 24 березня 1997 року в німецькому Райнфельдені. Вихованець футбольної школи клубу «Базель». 
Протягом 2015–2018 років грав за другу команду «Базеля», а з 2017 року почав залучатися до складу його основної команди.

## Виступи за збірну
2018 року провів одну гру у складі молодіжної збірної Італії.

## Статистика виступів

### Статистика клубних виступів
Станом на 7 серпня 2020 року
| Сезон                 | Команда               | Чемпіонат             | Чемпіонат | Чемпіонат | Національний кубок | Національний кубок | Національний кубок | Континентальні кубки | Континентальні кубки | Континентальні кубки | Інші змагання | Інші змагання | Інші змагання | Усього | Усього |
| Сезон                 | Команда               | Ліга                  | Ігор      | Голів     | Ліга               | Ігор               | Голів              | Ліга                 | Ігор                 | Голів                | Ліга          | Ігор          | Голів         | Ігор   | Голів  |
| --------------------- | --------------------- | --------------------- | --------- | --------- | ------------------ | ------------------ | ------------------ | -------------------- | -------------------- | -------------------- | ------------- | ------------- | ------------- | ------ | ------ |
| 2015–16               | «Базель II»           | ПЛП                   | 14        | 0         | -                  | -                  | -                  | -                    | -                    | -                    | -             | -             | -             | 14     | 0      |
| 2016–17               | «Базель II»           | ПЛП                   | 24        | 1         | -                  | -                  | -                  | -                    | -                    | -                    | -             | -             | -             | 24     | 1      |
| 2017–18               | «Базель II»           | ПЛП                   | 6         | 0         | -                  | -                  | -                  | -                    | -                    | -                    | -             | -             | -             | 6      | 0      |
| 2018–19               | «Базель II»           | ПЛП                   | 2         | 0         | -                  | -                  | -                  | -                    | -                    | -                    | -             | -             | -             | 2      | 0      |
| Усього за «Базель II» | Усього за «Базель II» | Усього за «Базель II» | 46        | 1         |                    | -                  | -                  |                      | -                    | -                    |               | -             | -             | 46     | 1      |
| 2016–17               | «Базель»              | СЛ                    | 5         | 0         | КШ                 | 0                  | 0                  | ЛЧ                   | 0                    | 0                    | -             | -             | -             | 5      | 0      |
| 2017–18               | «Базель»              | СЛ                    | 17        | 1         | КШ                 | 3                  | 0                  | ЛЧ                   | 5                    | 0                    | -             | -             | -             | 25     | 1      |
| 2018–19               | «Базель»              | СЛ                    | 21        | 1         | КШ                 | 3                  | 0                  | ЛЧ + ЛЄ              | 1 + 4                | 0                    | -             | -             | -             | 29     | 1      |
| 2019–20               | «Базель»              | СЛ                    | 27        | 1         | КШ                 | 2                  | 0                  | ЛЧ + ЛЄ              | 2 + 9                | 0 + 1                | -             | -             | -             | 40     | 2      |
| Усього за «Базель»    | Усього за «Базель»    | Усього за «Базель»    | 70        | 3         |                    | 8                  | 0                  |                      | 21                   | 1                    |               | -             | -             | 99     | 4      |
| Усього за кар'єру     | Усього за кар'єру     | Усього за кар'єру     | 116       | 4         |                    | 8                  | 0                  |                      | 21                   | 1                    |               | -             | -             | 145    | 5      |